# Olešná (Slowakei)
Olešná (ungarisch Berekfalu – bis 1907 Olesna) ist ein Ort und eine Gemeinde im Okres Čadca des Žilinský kraj im äußersten Norden der Slowakei mit etwa 2000 Einwohnern (per 31. Dezember 2010).

## Geographie
Die Gemeinde liegt im oberen Kysuca-Tal in der traditionellen Landschaft Kysuce, am linken Ufer der Kysuce an ihren Zusammenfluss mit dem Bach Olešianka. Nördlich des Hauptortes erhebt sich das Bergland Turzovská vrchovina, über den Fluss Kysuce nach Süden sind es hingegen Javorníky. Die höchste Erhebung ist der Burkov vrch an der Grenze zu Tschechien mit 1032 m n.m. Olešná liegt auf einem Abzweig aus der Landesstraße 487 und ist sieben Kilometer von Turzovka und neun Kilometer von Čadca entfernt.
Verwaltungstechnisch gliedert sich die Gemeinde in Katastralgemeinden Olešná (vorher Olešná I) und Burkov vrch (vorher Olešná II).

## Geschichte
Der heutige Ort entstand im Rahmen einer Kolonisierung des Gebietes im später 16. und frühen 17. Jahrhundert. Schon 1325 wird dort ein Hügel namens Holesne, 1435 als Wyrch Olessna erwähnt. Olešná entstand im damaligen Gebiet der Stadt Turzovka und gliederte sich später aus. Als eine selbständige Gemeinde wird sie zum ersten Mal 1580 erwähnt als Olessna; andere Quellen geben 1619 als die früheste Erwähnung. Olešná gehörte zum Herrschaftsgut von Bitsch, das einst im Besitz der Thurzos war.

## Bevölkerung
| Jahr                | 1994 | 2004    | 2014    | 2024    |
| ------------------- | ---- | ------- | ------- | ------- |
| Anzahl der Personen | 2184 | 2047    | 1949    | 1890    |
| Unterschied         |      | −6,27 % | −4,78 % | −3,02 % |

| Jahr                | 2023 | 2024    |
| ------------------- | ---- | ------- |
| Anzahl der Personen | 1900 | 1890    |
| Unterschied         |      | −0,52 % |